# Tenías que ser tú
Tenías que ser tú (lit. Tinha que ser você) é uma telenovela mexicana produzida pela Televisa e exibida entre 23 de novembro de 1992 a 12 de março de 1993. 
Foi protagonizada por Alejandra Ávalos e Chao e antagonizada por Mariana Garza, Héctor Cruz Lara, Otto Sirgo e Carlos Monden.

## Enredo
Oswaldo Beltrán, homem de família, morre tragicamente em um acidente de carro, deixando sua família (sua viúva, Dolores, sua filha mais velha, Gabriela, e seu filho mais novo, Vado) à mercê da pobreza e da fome. Eventualmente, os três conseguem sobreviver sem muito conforto.
Depois de um tempo, Gabriela, uma jovem linda e madura, percebe que Gorka, seu amigo de infância, chama mais atenção do que deveria. Ambos se apaixonam, mas Santa, uma garota oportunista apaixonada por Gorka, não deixa Gabriela roubar seu amado.
Na luta para cumprir seus caprichos, Santa vai causar muitos problemas para os protagonistas. Mas o amor entre Gabriela e Gorka é mais forte que as intrigas de Santa.

## Elenco
- Alejandra Ávalos - Gabriela Beltrán
- Chao - Gorka Charachaga
- Mariana Garza - Santa Robles
- Otto Sirgo - Tasio Charachaga
- Saúl Lisazo - Alejandro Reyes
- Talina Fernández - Mariana Charachaga
- Rosita Arenas - Laura Alcaine
- Macaria - Dolores de Beltrán
- Miguel Ángel Ferriz - Adán Mejía
- Humberto Dupeyrón - Jorge Vega
- Rosario Gálvez
- Carlos Monden - Lorenzo Bermúdez
- Verónica Terán
- Héctor Cruz Lara - Gonzalo "Chalo" Escobar
- Gustavo Navarro - Pepe Ramírez
- Daniela Leites
- Marisol Mijares - Ximena Charachaga
- Zully Keith - Dora Ramírez
- Imperio Vargas - Bertha
- Luis Couturier - Antonio Olvera
- Alpha Acosta - Roxana
- María Clara Zurita
- Alejandro Gaytán - Osvaldo "Vado" Beltrán
- Humberto Leyva - El Sonrisas
- Paola Ochoa - Rebeca
- Gonzalo Vega - Oswaldo Beltrán

## Prêmios e indicações

### Prêmios TVyNovelas 1993
| Categoria                | Nominado(a)   | Resultado |
| ------------------------ | ------------- | --------- |
| Melhor atriz antagonista | Mariana Garza | Indicado  |